# آخمروو (شهرستان ایشیمبایسکی، باشقیرستان)
آخمروو (انگلیسی: Akhmerovo, Ishimbaysky District, Republic of Bashkortostan) یک شهرک در شهرستان ایشیمبایسکی استان باشقیرستان کشور روسیه است.